# Allophane
Un allophane, est une espèce  minérale du groupe des silicates sous-groupe des phyllosilicates, composée de silicate d'aluminium hydraté, mal cristallisé, de formule idéale Al2O3•(SiO2)1.3-2•(H2O)2.5-3 avec des traces de Ti, Fe, Mg, Ca, Na et K. Sa composition chimique mal définie lui vaut une grande quantité de synonymes et de variétés.

## Historique de la description et appellations

### Inventeur et étymologie
Décrite par les minéralogistes Johann Friedrich Ludwig Hausmann et F. Stromeyer en 1816, du grec antique « Allos » = autre et « Phainein » = paraître.

### Topotype
- Gräfenthal, Saalfeld, Thuringe, Allemagne.
- Les échantillons types sont déposés à l'École des mines de Freiberg Allemagne no 26104.

### Synonymie
- Allophanite[5]
- Carolathine (Franz Leopold Sonnenschein[6],[7]) : est passée longtemps pour une allophane pauvre en eau[8].
- Collyrite : décrite à la mine d'Etienne à Schemnitz en Hongrie, à Weissefel en Saxe, Allemagne, mais aussi en France dans la vallée de Larboust dans les Pyrénées[9].
- Anciennement la dillnite (Haidinger) de la localité de Dilln près Schemnitz en Hongrie[10], variété depuis 1961 de la zunyite[11].
- Elhuyarite (Glocker) : petites masses botroïdales trouvées dans des filons de lignite à Freisdrof près de Bonn (Allemagne) [12].
- Ilbaite[13]
- Protoallophane
- Riemanite[14]
- Samoïte : le minéral initialement décrit dans une cavité de laves de l'ile Upolu Samoa qui a inspiré le nom[15].
- Scarbroïte (Wernon) : le nom vient des îles Scarborough où le minéral avait été trouvé[16].
- Schröttérite (Glocker, 1839) : nodule au Dollinger Berg près de Freiestein en Styrie, Autriche[17].

## Caractéristiques physico-chimiques

### Propriétés physiques
Les allophanes (comme les imogolites) peuvent produire des nanoparticules naturelles.

### Variétés
- Cupro-allophane : variété d'allophane riche en cuivre trouvée dans de nombreuses occurrences : Allemagne, Autriche, Suisse et Zaïre.
- Ferriallophane : variété d'allophane riche en fer décrite à Podolsk, Moscovskaya Oblast en Russie.
- Phosphate-allophane : variété d'allophane riche en phosphore contenant près de 7,97 % de P2O5 décrite à Whittier, Comté de Swain, Caroline du Nord, États-Unis[19].
- Plumboallophane : variété d'allophane riche en PbO.

## Cristallochimie
L’allophane sert de chef de file à un groupe de minéraux isostructuraux.

### Groupe de l’allophane
- Allophane Al2O3•(SiO2)1.3-2•(H2O)2.5-3
- Hisingerite Fe2Si2O5(OH)4•2(H2O)
- Imogolite Al2SiO3(OH)4
- Neotocite (Mn,Fe)SiO3•(H2O)
- Zinalsite Zn2AlSi2O5(OH)4•2(H2O)

## Gîtes et gisements

### Gîtologie et minéraux associés
Gîtologie
- Dans les marnes (cas du topotype)
- Comme produits d'altération hydrothermale des cendres volcaniques et des roches ignées
- Comme produits d'altération pédologique des roches d’épanchement, microlithiques ou vitreuses

Minéraux associés
Chrysocolle, cristobalite, gibbsite, imogolite, limonite, quartz, vermiculite.